# Stolk
Stolk (tidligere også Stollik) er en landsby og kommune beliggende ved Hærvejen vest for Isted Hede i det sydvestlige Angel i Sydslesvig. Administrativt hører kommunen under Slesvig-Flensborg kreds i den nordtyske delstat Slesvig-Holsten. Kommunen samarbejder på administrativt plan med andre kommuner i omegnen i Sydangel kommunefælleskab (Amt Südangeln). I kirkelig henseende hører Stolk under Farensted Sogn. Sognet lå i Strukstrup Herred (Gottorp Amt), da Slesvig var dansk indtil 1864.

## Geografi
Stolk ligger ved overgangen fra den sandede gest i Midtslesvig til det angelske bakkelandskab i øst (Lusangel). Omegnen er præget af landbrug og agerland, men der er også lidt skov, hede- og mosestrækninger. Den syd for Stolk beliggende Lyngmose blev renateret i 1980erne. Der er flere skove i omegnen såsom Elmskov i nord, Grydeskov i syd og Isted Skov i sydvest. 
Stolk Kommune omfatter byerne og bebyggelserne Bastlund (Basland), Helligbæk (Helligbek), Kallebyhus (Kallebyhuus el. Kellerbude), Nedre Stolk (Niederstolk), Nørremark (Norderfeld), Øvre Stolk (Oberstolk), Smøl (Schmöhl), Svenshøj (Schwenshöh), Stolkhede, Stolkmark (Stolkerfeld) og Søndermark (Süderfeld)
Kommunegrænsen mod Klapholt og Siversted i nord følger delvis Helligbæken (Helligbek) og Brændevinsbækken/Kallebyhus Å (Branntweinsbek), grænsen til Isted i sydvest følger delvis Fløbækken (også Flybæk, ty. Flübek). Helligbæk munder efter få km i Bollingsted Å, Fløbæk i Langsøen. I øst grænser kommunen til Bøglund og i syd til Sønder Farensted.

## Historie
Stolk / Stollik er første gang nævnt 1352 (reg. cap.). Stednavnet referer til stald (angeldansk stold), måske i forbindelse med gl.da. *eki for egeskov. Efter en anden forklaring er navnet afledt af stol (her i betydning bispestol) og dige. Navnet ville dermed beskrive en til biskopsstolen hørende sø.
Stolk udgjorde i middelalderen et eget sogn, bestående af Klapholt (senere Havetoft Sogn) og Isted (senere Skt. Mikaelis landsogn). 1434 nævnes Parochia Stoldicke. Stolk Kirke lå nord for Ovre Stolk og dens sted hedder endnu Kirketoft. I dag hører byen til Farensted Sogn (Farnsted Sogn). Dele af den nedrevne kirke i Stolk blev senere genanvendt i Farensted Kirke.
Generalmajor Friderich Adolph Schleppegrell blev hårdt såret under Treårskrigens kamphandlinger (Slaget på Isted Hede) ved Øvre Stolk den 25. juli 1850 og døde næste morgen i Flensborg af sine sår.